# Marcel Huijbens
Marcel Huijbens (Leiderdorp, 2 december 1967) is een voormalig Nederlands basketballer. Huijbens speelde 17 jaar in de Eredivisie, de meeste jaren daarvan voor EBBC Den Bosch. Hij speelde ook voor het Nederlands nationaal basketbalteam en is een van de selecte club Nederlandse spelers die MVP zijn geworden.
In het seizoen 1996/97 had Huijbens gemiddelden van 20 punten en 7.6 rebounds, wat hem zijn MVP-verkiezing opleverde.

## Erelijst
Individuele prijzen
- MVP (1997)
- All-Star Game MVP (1997)
- Topscorer (2004)